# Чемпионат Европы по лёгкой атлетике 2014 — эстафета 4×100 метров (мужчины)
Соревнования в эстафете 4×100 метров у мужчин на чемпионате Европы по лёгкой атлетике в Цюрихе прошли 16—17 августа 2014 года на стадионе «Летцигрунд». К соревнованиям были допущены 16 сильнейших сборных, определявшиеся по сумме двух лучших результатов, показанных с 1 января 2013 года по 27 июля 2014 года.

## Рекорды
До начала соревнований действующими были следующие рекорды.
| Мировой рекорд                   | Ямайка · Неста Картер · Майкл Фрэйтер · Йохан Блейк · Усэйн Болт                       | 36,84 | Лондон, Великобритания    | 11 августа 2012 |
| Рекорд Европы                    | Великобритания · Джейсон Гарденер · Даррен Кэмпбелл · Марлон Девониш · Дуэйн Чемберс   | 37,73 | Севилья, Испания          | 29 августа 1999 |
| Рекорд чемпионатов Европы        | Франция · Макс Мориньер · Даниэль Сангума · Жан-Шарль Труабаль · Брюно Мари-Роз        | 37,79 | Сплит, Югославия          | 1 сентября 1990 |
| Лучший результат сезона в мире   | Ямайка · Джейсон Ливермор · Кемар Бэйли-Коул · Никель Ашмид · Усэйн Болт               | 37,58 | Глазго, Великобритания    | 2 августа 2014  |
| Лучший результат сезона в Европе | Великобритания · Ричард Килти · Харри Эйкинс-Эрьити · Джеймс Эллингтон · Дэниел Талбот | 37,93 | Нассау, Багамские Острова | 25 мая 2014     |

## Расписание
| Дата            | Время | Раунд соревнований     |
| --------------- | ----- | ---------------------- |
| 16 августа 2014 | 15:35 | Предварительные забеги |
| 17 августа 2014 | 17:05 | Финал                  |

Время местное (UTC+2)

## Медалисты
| Золото                                                                                                | Серебро                                                                      | Бронза                                                             |
| Великобритания · Джеймс Эллингтон · Харри Эйкинс-Эрьити · Ричард Килти · Адам Джемили · Дэниел Талбот | Германия · Юлиан Ройс · Свен Книппхальс · Александр Косенков · Лукас Якубчик | Франция · Пьер Венсан · Кристоф Леметр · Тедди Тинмар · Бен Бассав |

Курсивом выделены участники, выступавшие только в предварительных забегах

## Результаты
Обозначения: Q — Автоматическая квалификация | q — Квалификация по показанному результату | WR — Мировой рекорд | ER — Рекорд Европы | CR — Рекорд чемпионатов Европы | NR — Национальный рекорд | NUR — Национальный рекорд среди молодёжи | EL — Лучший результат сезона в Европе | PB — Личный рекорд | SB — Лучший результат в сезоне | DNS — Не стартовал | DNF — Не финишировал | DQ — Дисквалифицирован

### Предварительные забеги
Квалификация: первые 3 команды в каждом забеге (Q) плюс 2 лучших по времени (q) проходили в финал.

| Место | Команда                                                                             | Забег | Результат | Примечания |
| ----- | ----------------------------------------------------------------------------------- | ----- | --------- | ---------- |
| 1     | Германия (Юлиан Ройс, Свен Книппхальс, Александр Косенков, Лукас Якубчик)           | 2     | 38,15     | Q, SB      |
| 2     | Великобритания (Джеймс Эллингтон, Харри Эйкинс-Эрьити, Ричард Килти, Дэниел Талбот) | 1     | 38,26     | Q          |
| 3     | Швейцария (Паскаль Манчини, Рето Шенкель, Сугантан Сомасундаран, Алекс Уилсон)      | 1     | 38,54     | Q, NR      |
| 4     | Франция (Пьер Венсан, Кристоф Леметр, Тедди Тинмар, Бен Басса)                      | 2     | 38,55     | Q          |
| 5     | Италия (Фабио Черутти, Эсеоса Десалу, Диего Марани, Дельмас Обу)                    | 2     | 38,71     | Q, SB      |
| 6     | Польша (Роберт Кубачик, Дариуш Куць, Камиль Маштак, Кароль Залевский)               | 2     | 38,75     | q          |
| 7     | Португалия (Диогу Антунеш, Фрэнсис Обиквелу, Арналду Абрантеш, Язалдеш Насименту)   | 2     | 38,79     | q, NR      |
| 8     | Нидерланды (Джованни Кодрингтон, Чуранди Мартина, Хенсли Паулина, Ваутер Брюс)      | 1     | 38,90     | Q          |
| 9     | Украина (Роман Кравцов, Сергей Смелик, Виталий Корж, Эмиль Ибрагимов)               | 1     | 39,03     |            |
| 10    | Швеция (Том Клинг-Баптист, Стефан Тернувуд, Александр Брорссон, Эрик Хагберг)       | 1     | 39,27     | SB         |
| 11    | Финляндия (Ээту Рантала, Вилле Мюллюмяки, Джонатан Остранд, Ханну Хямяляйнен)       | 1     | 39,47     | SB         |
| 12    | Эстония (Март Муру, Райт Веэсалу, Маркус Эллисаар, Марек Нийт)                      | 1     | 39,52     | NR         |
| 13    | Румыния (Стефан Кодряну, Дору Теофилеску, Александру Терпезан, Каталин Кымпяну)     | 2     | 39,67     | SB         |
| 14    | Турция (Умутджан Эмектас, Иззет Сафер, Айкут Ай, Рамиль Гулиев)                     | 1     | 39,83     | SB         |
| 15    | Литва (Жильвинас Адомавичюс, Костас Скрабулис, Угнюс Савицкас, Ритис Сакалаускас)   | 2     | 40,15     |            |
| 16 !  | Испания (Эдуард Вилес, Серхио Руис, Иван Хесус Рамос, Адриан Бурриэль)              | 2     | DNF       |            |

### Финал
Финал в эстафете 4×100 метров у мужчин состоялся 17 августа 2014 года. Победителями стали представители Великобритании, даже несмотря на отсутствие в их составе чемпиона Европы на дистанции 100 метров Джеймса Дасаолу. Третью медаль чемпионата завоевал Кристоф Леметр, на этот раз бронзовую (после двух серебряных в индивидуальных дисциплинах).
| Место | Команда                                                                             | Результат | Примечания |
| ----- | ----------------------------------------------------------------------------------- | --------- | ---------- |
| 1     | Великобритания (Джеймс Эллингтон, Харри Эйкинес-Эрьити, Ричард Килти, Адам Джемили) | 37,93     | =EL        |
| 2     | Германия (Юлиан Ройс, Свен Книппхальс, Александр Косенков, Лукас Якубчик)           | 38,09     | SB         |
| 3     | Франция (Пьер Венсан, Кристоф Леметр, Тедди Тинмар, Бен Бассав)                     | 38,47     |            |
| 4     | Швейцария (Паскаль Манчини, Рето Шенкель, Сугантан Сомасундаран, Алекс Уилсон)      | 38,56     |            |
| 5     | Нидерланды (Джованни Кодрингтон, Чуранди Мартина, Хенсли Паулина, Ваутер Брюс)      | 38,60     |            |
| 6     | Польша (Адам Павловский, Дариуш Куць, Роберт Кубачик, Кароль Залевский)             | 38,85     |            |
| 7 !   | Италия (Фабио Черутти, Эсеоса Десалу, Диего Марани, Дельмас Обу)                    | DNF       |            |
| 7 !   | Португалия (Диогу Антунеш, Фрэнсис Обиквелу, Арналду Абрантеш, Язалдеш Насименту)   | DNF       |            |